# Murat Ses
Murat Ses (* 1946 in Bayraklı, Izmir) ist ein türkischer Musiker.

## Karriere
Ses war Mitbegründer der Gruppe Moğollar, deren Keyboarder er von 1967 bis 1972 war. Der Großteil des Materials der 1971 in Frankreich veröffentlichten und mit dem Grand Prix du Disque prämierten Langspielplatte Danses et Rythmes de la Turquie d'hier à aujourd'hui (Tänze und Rhythmen der Türkei gestern und heute) stammt von ihm (Kompositionen wie Legend of Mount Ararat/Ağrı Dağı Efsanesi). Murat Ses ist Namensgeber des Anadolu Rock/Pop und er ist bekannt für seine Hammond-Soli, die eine Verbindung von türkischer Volksmusik (Davul-Zurna, Halay) mit Rock und Blues sind. Später war er auch maßgeblich an den Sounds und Styles von Baris Manço (Gönül Dagi, Binboga'nin Kizi, Iste Hendek Iste Deve) und Edip Akbayram (Garip) in den Siebzigern beteiligt. Ende der 70er ging er nach Österreich und es wurden von ihm bis dato zwölf Soloalben veröffentlicht. Seinen neuen, vom Anadolu Pop weiterentwickelten Stil nennt er „Electric Levantine“, das auf mikrotonaler türkischer Musik und westlicher Musik mit elektronischer Unterstützung basiert.

## Diskografie

### Soloalben
- 1990: Automaton
- 1995: Binfen
- 1999: Culduz
- 2005: Automaton² (Automaton Squared/San Francisco Miami Impressions)
- 2005: Binfen 2005 Remix
- 2006: Electric Levantine
- 2007: Umami
- 2010: Beside the Sun
- 2012: Light Cone
- 2013: Sundial
- 2014: Kiosk Torba
- 2015: Tidal Locking
- 2016: Endless Dance Maxi-Single [Endless Dance/Chunk of Earth/Great Weekend 2]
- 2016: Strawberry Moon
- 2017: Nardugan